# Episodi di Law & Order - I due volti della giustizia (ventesima stagione)
La ventesima stagione della serie televisiva Law & Order - I due volti della giustizia, composta da 23 episodi, è stata trasmessa in prima visione sul canale statunitense NBC dal 25 settembre 2009 al 24 maggio 2010.
In Italia, la stagione è stata trasmessa in prima visione e in prima serata su Rai 3 dal 13 giugno al 1º agosto 2013. Sono stati trasmessi sempre tre episodi inediti per volta, tranne il 1º agosto in cui sono stati trasmessi gli ultimi due episodi inediti.
| nº | Titolo originale          | Titolo italiano           | Prima TV USA      | Prima TV Italia |
| -- | ------------------------- | ------------------------- | ----------------- | --------------- |
| 1  | Memo From the Dark Side   | Il lato oscuro del potere | 25 settembre 2009 | 13 giugno 2013  |
| 2  | Just a Girl in the World  | Sola al mondo             | 2 ottobre 2009    | 13 giugno 2013  |
| 3  | Great Satan               | Paura a New York          | 9 ottobre 2009    | 13 giugno 2013  |
| 4  | Reality Bites             | Reality show              | 16 ottobre 2009   | 20 giugno 2013  |
| 5  | Dignity                   | Diritto di scelta         | 23 ottobre 2009   | 20 giugno 2013  |
| 6  | Human Flesh Search Engine | Nel rispetto del privato  | 30 ottobre 2009   | 20 giugno 2013  |
| 7  | Boy Gone Astray           | Programmati per uccidere  | 6 novembre 2009   | 27 giugno 2013  |
| 8  | Doped                     | Il farmaco miracoloso     | 6 novembre 2009   | 27 giugno 2013  |
| 9  | For the Defense           | Difesa senza scrupoli     | 13 novembre 2009  | 27 giugno 2013  |
| 10 | Shotgun                   | Rapina a Spanish Harlem   | 20 novembre 2009  | 4 luglio 2013   |
| 11 | Fed                       | Sotto pressione           | 11 dicembre 2009  | 4 luglio 2013   |
| 12 | Blackmail                 | Catena di ricatti         | 15 gennaio 2010   | 4 luglio 2013   |
| 13 | Steel-Eyed Death          | La firma dell'assassino   | 1º marzo 2010     | 11 luglio 2013  |
| 14 | Boy on Fire               | Minorenni alla sbarra     | 1º marzo 2010     | 11 luglio 2013  |
| 15 | Brilliant Disguise        | Dietro la maschera        | 8 marzo 2010      | 11 luglio 2013  |
| 16 | Innocence                 | Colpo di coda             | 15 marzo 2010     | 18 luglio 2013  |
| 17 | Four Cops Shot            | Vittime dell'ambizione    | 22 marzo 2010     | 18 luglio 2013  |
| 18 | Brazil                    | Legami affettivi          | 29 marzo 2010     | 18 luglio 2013  |
| 19 | Crashers                  | Bella di nuovo            | 3 maggio 2010     | 25 luglio 2013  |
| 20 | The Taxman Cometh         | Fine programmata          | 10 maggio 2010    | 25 luglio 2013  |
| 21 | Immortal                  | Il sangue dei Turner      | 17 maggio 2010    | 25 luglio 2013  |
| 22 | Love Eternal              | Manette rosa              | 17 maggio 2010    | 1º agosto 2013  |
| 23 | Rubber Room               | Conto alla rovescia       | 24 maggio 2010    | 1º agosto 2013  |

## Il lato oscuro del potere
- Titolo originale: Memo From the Dark Side
- Diretto da: Fred Berner
- Scritto da: René Balcer e Keith Eisner

### Trama
Quando il giovane veterano di guerra Greg Tanner viene trovato assassinato in un parcheggio dell'Università di Hudson, i detective Cyrus Lupo e Kevin Bernard collegano l'omicidio al professore di diritto Kevin Franklin, un avvocato che in precedenza lavorava per il Dipartimento di Giustizia. Ma quando il caso viene portato in tribunale, sembra che Tanner potrebbe essere stato più colpito dalla guerra di quanto affermato dal suo congedo. Lupo e Bernard scoprono che i pezzi iniziano a combaciare quando trapelano i promemoria di Franklin dell'amministrazione Bush. Nel frattempo, il tenente Van Buren annuncia alla sua squadra alcune notizie davvero scioccanti, riguardanti la sua salute, e il procuratore distrettuale Jack McCoy affronta lo stress derivante dalla vittoria delle elezioni.
- Guest star: Creighton James (Greg Tanner), David Alan Basche (Kevin Franklin).
- Ascolti Italia: telespettatori 1 206 000 – share 4,84%[2]

## Sola al mondo
- Titolo originale: Just a Girl in the World
- Diretto da: Marisol Adler (accreditata come M.T. Adler)
- Scritto da: Richard Sweren e Christopher Ambrose

### Trama
Dopo che l'investigatrice dell'unità della scena del crimine Daisy Chao viene trovata uccisa nel suo appartamento, i detective Lupo e Bernard sospettano che il suo fidanzato, Jim Anderson, potrebbe non dire tutta la verità sul suo coinvolgimento nell'omicidio. Quando la giovane giornalista Emma Kim viene aggredita da un tassista, il DNA trovato su entrambe le scene del crimine sembra implicare lo stesso uomo negli attacchi. Lupo viene coinvolto personalmente con Emma, sollevando seri problemi etici e mettendo a repentaglio sia il caso che la sua carriera.
- Guest star: Jennifer Lim (Daisy Chao), Peter Scanavino (Jim Anderson), Camille Chen (Emma Kim).
- Ascolti Italia: telespettatori 1 160 000 – share 4,65%[2]

## Paura a New York
- Titolo originale: Great Satan
- Diretto da: Michael Dinner
- Scritto da: Ed Zuckerman e Luke Schelhaas

### Trama
Quando un aspirante musicista viene colpito mentre tenta di frugare in un bidone della spazzatura, i detective Lupo e Bernard trovano una borsa piena di contanti, che li porta ad una serie di sospetti, tra cui Don Sorenson. Sorenson confessa di aver sparato al musicista quando viene rivelato che sua figlia si ritiene rapita, ma gli indizi non sembrano corrispondere quando sua figlia, Jill Sorenson, ricompare a casa dopo aver perso il cellulare. Usando il cellulare rubato come guida, gli investigatori collegano il caso a un piano terroristico più grande, che potrebbe mettere in pericolo vite umane. Nel frattempo, il tenente Van Buren inizia a cercare cure per il suo cancro.
- Guest star: John Bolger (Don Sorenson), Portia Reiners (Jill Sorenson).
- Ascolti Italia: telespettatori 892 000 – share 4,04%[2]

## Reality show
- Titolo originale: Reality Bites
- Diretto da: Constantine Makris
- Scritto da: Ed Zuckerman e Luke Schelhaas

### Trama
Quando Larry Johnson torna a casa dopo essere andato a prendere a scuola i suoi figli adottati e fisicamente disabili, scopre il cadavere di sua moglie sul pavimento della loro casa. Gli investigatori Lupo e Bernard interrogano Vaughn, il quale spiega che lui e sua moglie avevano adottato un bambino con bisogni speciali e sentivano che era la loro vocazione, quindi hanno adottato altri nove bambini. Mentre gli investigatori interrogano i bambini sui sospetti e sul movente, scoprono una relazione e un'offerta per la famiglia Vaughn di apparire in un reality show, causando tensione in casa e con un'altra famiglia, la cui madre ha forti ambizioni di essere nel reality show.
- Guest star: Jim Gaffigan (Larry Johnson), Nina Lisandrello (Belinda Alvarez).
- Ascolti Italia: telespettatori 1 347 000 – share 5,85%[3]

## Diritto di scelta
- Titolo originale: Dignity
- Diretto da: Jim McKay
- Scritto da: Richard Sweren e Julie Martin

### Trama
Il dottor Walter Benning, un medico abortista che praticava aborti anche nell'ultimo trimestre della gravidanza, viene ucciso a colpi di arma da fuoco mentre si trovava in chiesa. L'anno precedente un radicalista antiaborto gli aveva sparato. Gli investigatori Kevin Bernard e Cyrus Lupo indagano sul crimine. Durante le indagini, un'infermiera della clinica per aborti di Benning ammette di aver praticato aborti illegali. Bernard e Lupo discutono la questione dell'aborto, con Bernard che afferma di essere antiaborto perché è nato prematuro dopo che sua madre aveva tentato di forzare un aborto spontaneo. La loro indagine li porta a una donna incinta, Blair Morton, che avrebbe dovuto abortire con Benning perché il bambino sarebbe nato con la sindrome di Ehlers-Danlos.
Il padre di Blair, Kevin Morton, aveva chiamato la clinica sperando di convincere il medico a rinunciare all'aborto. Alla fine, l'assassino, Wayne Grogan, viene trovato e arrestato. Un avvocato antiaborto, Roger Jenkins, si occupa del suo caso. All'udienza iniziale, Jenkins dice che Grogan stava agendo in difesa di una persona specifica, il bambino di Blair Morton, poiché Kevin Morton aveva detto a Grogan che stava cercando di convincere il dottore. Il giudice accoglie la richiesta della difesa legittimandosi a procedere con la difesa motivata e viene fissato un processo con giuria. Gli avvocati dell'accusa, Michael Cutter e Connie Rubirosa, discutono sulla questione; Cutter si oppone all'aborto legale e Rubirosa lo sostiene.
Rubirosa va a cercare un'infermiera, Jennice Morrow, che ha improvvisamente lasciato il suo lavoro presso la clinica di Benning. L'infermiera rivela che Benning ha ucciso un bambino vivo dopo un aborto fallito. Rubirosa dice a Jack McCoy e Cutter che sono obbligati a fornire queste informazioni alla difesa, ma sia McCoy che Cutter dicono che possono aspettare.
Al processo, Kevin Morton testimonia di aver incontrato Grogan prima dell'omicidio. Successivamente, un altro medico abortista viene chiamato sul banco dei testimoni, dove afferma che la legge non impedirà a lui e ai suoi colleghi di eseguire aborti. Jenkins convoca una testimone, Lisa Barnett, che volevano costringere ad abortire perché il suo bambino era gravemente malato e sarebbe comunque morto poche ore dopo la nascita, ma nonostante questo la donna decise di non abortire. Grogan aveva visto la donna in un talk show prima del delitto e la difesa sostiene che ciò abbia influenzato il suo stato d'animo. La Barnett racconta la storia del parto del suo bambino, che ha trascorso gran parte della sua vita di 21 ore "pacificamente tra le sue braccia" ed è morto "naturalmente... con dignità". La maggior parte dei membri della giuria si commuove fino alle lacrime.
McCoy trova estremismo da entrambe le parti dopo la testimonianza dell'altro medico abortista. A questo punto Cutter cerca inutilmente di convincere McCoy ad accettare un patteggiamento per omicidio colposo volontario, sostenendo che il caso Roe vs Wade (il caso della Corte Suprema degli Stati Uniti che ha legalizzato l'aborto negli Stati Uniti) abbia bisogno di un'altra revisione. Cutter paragona Grogan anche a John Brown. Rubirosa rivela di aver consegnato le prove alla difesa, dicendo che non poteva violare la sua etica personale.
Il giorno successivo la difesa chiama Morrow; spiega in dettaglio come Benning aveva chiesto alla paziente se doveva completare l'aborto anche se il bambino fosse nato vivo, e la paziente aveva acconsentito.
Il terzo giorno, Jenkins mostra alla giuria una foto del nipote appena nato di Morton, dicendo che il bambino sarebbe morto se non fosse stato per Grogan. Cutter inizia a mostrare alla giuria il portafoglio di Benning, contenente le foto della sua famiglia macchiate di sangue, ma dice invece che ci sono state troppe "testimonianze strazianti". Invece, dichiara che la questione dell'aborto va al centro della persona umana, dicendo che gli esseri umani sono uniti nella convinzione che ogni vita ha dignità, motivo per cui la violenza dell'atto di Grogan dovrebbe essere condannata. La giuria ritiene Grogan colpevole di omicidio di primo grado.
Dopo il processo, Rubirosa chiede di essere trasferita in un'altra divisione. L'episodio termina quando McCoy riflette sul fatto che le persone dovrebbero essere coerenti; si aspettava che "i pro-life si opponessero alla pena capitale e gli attivisti per i diritti umani rivendicassero i diritti per i non nati". Conclude che è un "mondo disordinato".
- Nota. Ispirato all'omicidio del medico abortista George Tiller.[10]
- Ascolti Italia: telespettatori 1,347,000 – share 5,76%[3]

## Nel rispetto del privato
- Titolo originale: Human Flesh Search Engine
- Diretto da: Darnell Martin
- Scritto da: Ed Zuckerman e Matthew McGough

### Trama
Quando Sid Maxwell, proprietario di un'azienda di moda, viene trovato morto, i detective Lupo e Bernard presumono che sia morto asfissiato. Ma quando il fotografo di moda Terry Clark guida gli investigatori verso un'allarmante scoperta della vera identità di Maxwell, scoprono un sito web sospetto con post minacciosi. Il viceprocuratore esecutivo Cutter fa arrestare l'operatore del sito web, Jim Leary, che si dedica a correggere i torti sociali, anche dopo che una donna mentalmente instabile ha utilizzato le informazioni raccolte sul sito web per uccidere Maxwell. Ma quando il proprietario del sito web viene accusato e processato, usa la sua occasione di difesa per accusare il detective Bernard, rivelando un segreto intimo che il detective non avrebbe mai voluto rendere pubblico.
- Guest star: René Ifrah (Sid Maxwell), Jeremy Beiler (Terry Clark), Rob Corddry (Jim Leary).
- Ultima apparizione di Carolyn McCormick nel ruolo della Dottoressa Elizabeth Olivet.
- Prima apparizione di Ernie Hudson nel ruolo di Frank Gibson, fidanzato del tenente Anita Van Buren.
- Ascolti Italia: telespettatori 1 179 000 – share 5,59%[3]

## Programmati per uccidere
- Titolo originale: Boy Gone Astray
- Diretto da: Rose Troche
- Scritto da: Keith Eisner (soggetto e sceneggiatura) e René Balcer (soggetto)

### Trama
Quando una giovane donna di nome Nina Wilsher viene trovata morta nel suo appartamento, alcuni segni rivelatori portano rapidamente i detective Lupo e Bernard a credere che l'assassino non mirasse alla sua ricchezza. Dopo aver trovato valigie piene di soldi e droga in uno degli appartamenti della vittima, gli investigatori guardano un video di sicurezza dal suo atrio. Il video espone due potenziali sospettati, portando gli investigatori a un cartello della droga. L'avvocato Rubirosa finisce per avere un interesse personale nel caso mentre fa del suo meglio per aiutare Rafa Alvarez, un giovane che è stato involontariamente trascinato nel cartello, a testimoniare contro il Signore della droga, che ha un ricco e potente avvocato difensore di nome Marcus Woll, che ha già avuto a che fare con Rubirosa.
- Guest star: Mario Quinonez Jr. (Rafa Alvarez), Jonathan Cake (Marcus Woll).
- Ascolti Italia: telespettatori 1 222 000 – share 4,38%[4]

## Il farmaco miracoloso
- Titolo originale: Doped
- Diretto da: Mario Van Peebles
- Scritto da: Richard Sweren e Christopher Ambrose

### Trama
Un incidente d'auto mortale per guida in stato di ebbrezza porta i detective Lupo e Bernard sulla scena, quando viene trovato uno spray nasale sospetto. Dopo che il medico legale si rende conto che lo spray nasale è un potente anestetico che potrebbe facilmente disorientare chi lo usa, gli investigatori scoprono che la vittima stava per denunciare l'azienda farmaceutica per cui lavorava. Questo fa sì che il capo dell'azienda per cui la vittima lavorava, Zach Marshall, diventi il principale sospettato.
- Guest star: Rich Sommer (Zach Marshall).
- Ascolti Italia: telespettatori 1 458 000 – share 5,28%[4]

## Difesa senza scrupoli
- Titolo originale: For the Defense
- Diretto da: William Klayer
- Scritto da: Ed Zuckerman e Luke Schelhaas

### Trama
Dopo che Maggie Hayes, testimone chiave di un processo per omicidio, viene trovata morta fuori dalla sua camera d'albergo, i detective Lupo e Bernard vengono coinvolti in un caso che si trasforma in un'intricata cospirazione, lasciando le vite di altri testimoni in pericolo e l'avvocato Rubirosa fra l'incudine e il martello. Traffici di mercato nero, affari e cartelli della droga si intrecciano per esporre il rischio di prendere posizione come testimone quando funzionari corrotti controllano la corte, il viceprocuratore esecutivo Cutter fa del suo meglio per arrivare alla verità in tribunale, mettendo in pausa la sua collaborazione con Rubirosa, in particolare dopo aver appreso del passato di Rubirosa con lo sporco pubblico ministero diventato avvocato difensore, Marcus Woll.
- Guest star: Jonathan Cake (Marcus Woll).
- Ascolti Italia: telespettatori 1 145 000 – share 4,48%[4]

## Rapina a Spanish Harlem
- Titolo originale: Shotgun
- Diretto da: Roger Young
- Scritto da: Richard Sweren e Julie Martin

### Trama
Quando un uomo anziano, Stan Harkavy, un piccolo uomo d'affari di Spanish Harlem, difende il suo negozio da una rapina a mano armata, i detective Bernard e Lupo sospettano che questo incidente possa essere stato un lavoro interno. Tuttavia, l'indagine scopre successivamente che ci sono dei buchi nella sua storia; scoprono che l'aggressione potrebbe essere stata una tattica intimidatoria per i rapinatori e che il signor Harkavy potrebbe non aver sparato per legittima difesa.
- Guest star: Elliott Gould (Stan Harkavy).
- Ascolti Italia: telespettatori 1 281 000 – share 5,64%[5]

## Sotto pressione
- Titolo originale: Fed
- Diretto da: Alex Chapple
- Scritto da: René Balcer (soggetto) e Keith Eisner (soggetto e sceneggiatura)

### Trama
Mentre il giorno delle elezioni si avvicina rapidamente, i detective Lupo e Bernard scoprono i resti sfigurati di un uomo con la parola "FED" scritta sul petto nudo. Mancando una prova cruciale, gli investigatori decidono di ripercorrere le tracce della vittima, un volontario della campagna elettorale. Dopo che il passato sconcertante della vittima emerge e la lista dei sospettati si moltiplica, gli investigatori si ritrovano ad avere a che fare con qualcosa di più della semplice politica sporca.
Intanto, l'ex detective Rey Curtis, avendo recentemente perso la moglie Deborah, è tornato a Long Island con le sue tre figlie per seppellire la moglie accanto ai genitori di lei. La tenente Van Buren riceve una chiamata da Curtis che la invita al funerale. Malata di cancro, riesce a partecipare al funerale nonostante i suoi impegni. Curtis, che ha saputo della malattia di Van Buren dalla polizia, commenta gravemente il suo cancro definendolo "semplice sfortuna". Poi descrive la battaglia perduta di Deborah contro la sclerosi multipla, il modo in cui ha affrontato la morte con coraggio anche se la malattia l'aveva sopraffatta e di come Deborah sia morta a casa tra le sue braccia. Curtis rivela anche che in passato aveva chiamato il suo vecchio partner, Lennie Briscoe, poco prima che morisse: nonostante fosse prossimo alla morte Lennie era rimasto il solito vecchio simpaticone. Alla fine dell'episodio, la tenente Van Buren dubita della propria sopravvivenza.
- Ascolti Italia: telespettatori 1 361 000 – share 6,19%[5]

## Catena di ricatti
- Titolo originale: Blackmail
- Diretto da: Marc Levin
- Scritto da: Ed Zuckerman e Matthew McGough

### Trama
Quando i detective Lupo e Bernard trovano la giornalista Megan Kerik morta in un cantiere abbandonato, i detective vengono a sapere di una relazione tra la vittima e Vanessa Carville, la conduttrice di un talk show diurno. Dopo ulteriori indagini, gli investigatori incontrano Carville in una riunione con il procuratore distrettuale Jack McCoy, e Carville ammette di una serie di affari sul posto di lavoro con altre donne e di una minaccia di ricatto che lascia gli investigatori sospettosi della Carville e dei suoi colleghi.
L'indagine deve capire se Megan è stata uccisa da Carville o da un aspirante ricattatore, che però possono catturare solo con l'aiuto della Carville. Pur di scoprire la verità, la squadra non esita a utilizzare una strategia legale tagliente.
- Guest star: Samantha Bee (Vanessa Carville), Amy Rutberg (Megan Kerik).
- Ascolti Italia: telespettatori 1 315 000 – share 7,08%[5]

## La firma dell'assassino
- Titolo originale: Steel-Eyed Death
- Diretto da: Michael Pressman
- Scritto da: Richard Sweren, Christopher Ambrose e Julie Martin

### Trama
Quando una famiglia di quattro persone viene trovata uccisa nella loro casa, i detective Lupo e Bernard scoprono che le morti potrebbero essere collegate a Bonnie Jones, l'amica problematica della figlia adolescente deceduta. Mentre Lupo e Bernard rintracciano Bonnie, gli investigatori vengono a conoscenza di un altro sospetto, Justin Sachs, che soffre di disturbo da stress post-traumatico, rendendo il caso più complicato quando gli stati mentali di entrambi i sospettati vengono messi in discussione. Mentre il caso viene processato in tribunale, il viceprocuratore esecutivo Mike Cutter si scontra con un famoso avvocato difensore, Veronica Masters, che ha avuto una storia con il detective Cyrus Lupo, che rivela un segreto al suo collega Bernard.
- Guest star: Emily Meade (Bonnie Jones/ Amanda Evans), Michael Oberholtzer (Justin Sachs), Rebecca Creskoff (Veronica Masters).
- Ascolti Italia: telespettatori 1 489 000 – share 8,07%[6]

## Minorenni alla sbarra
- Titolo originale: Boy on Fire
- Diretto da: Rose Troche
- Scritto da: Luke Schelhaas (sceneggiatura), Matthew McGough (soggetto e sceneggiatura) e Ed Zuckerman (soggetto)

### Trama
Quando Lupo e Bernard si imbattono nel corpo in fiamme di Cesar Ramirez, uno studente sedicenne di una scuola pubblica proveniente da un brutto quartiere, iniziano a interrogare il suo giovane allievo Moses, che è stata l'ultima persona a vederlo vivo. Dopo che le prove hanno portato gli investigatori a vedere uno scioccante video del crimine commesso con il cellulare, si rendono presto conto che le quattro persone nel video potrebbero essere in combutta con un alleato inaspettato. L'indagine porta gli investigatori dalla preside del liceo, Martha Woodside, che potrebbe aver fornito ai colpevoli un finto alibi per aiutarli a farla franca. Nonostante questo, i detective scoprono che il loro caso potrebbe essere più intricato di quello che sembra e finché non verranno alla luce nuove prove, non c'è nessuno che gli avvocati Cutter e Rubirosa possano processare.
- Guest star: Noel Rodriguez (Cesar Ramirez), Debra Winger (Martha Woodside), Aaron Shaw (Moses).
- Ascolti Italia: telespettatori 1 348 000 – share 5,98%[6]

## Dietro la maschera
- Titolo originale: Brilliant Disguise
- Diretto da: Alex Chapple
- Scritto da: Keith Eisner (soggetto e sceneggiatura) e René Balcer (soggetto)

### Trama
Dopo che una giovane donna, Justine Stebbins, viene trovata brutalmente uccisa in un hotel e il suo corpo nascosto in un carrello del servizio ristorazione, le prove portano i detective Lupo e Bernard a un giovane che lavora in un laboratorio universitario. Quando un astuto avvocato, Ray Backlund, viene coinvolto, gli investigatori si rendono conto che ci vorrà qualcosa di più delle prove superficiali per mettere l'assassino dietro le sbarre. Il caso si trasforma così in un "fumo batte arrosto" cioè un caso in cui l'eloquenza degli avvocati è più importante della verità dei fatti.
- Guest star: Timothy Busfield (Ray Backlund), Laura Campbell (Justine Stebbins).
- Ascolti Italia: telespettatori 1 476 000 – share 6,74%[6]

## Colpo di coda
- Titolo originale: Innocence
- Diretto da: Fred Berner
- Scritto da: Richard Sweren e Julie Martin

### Trama
Gli investigatori Lupo e Bernard catturano Cedric Stuber, un uomo processato e ritenuto colpevole di aver ucciso un uomo gay come crimine d'odio. Poco dopo, una delle ex professoresse di legge di Cutter, Emily Ryan, interviene a favore di Stuber, determinata a dimostrare la sua innocenza e ad annullare il verdetto. Cutter scopre presto che l'ansiosa assistente studentesca di Emily, Lisa Klein, potrebbe aver oltrepassato il limite per ottenere una testimonianza a favore del suo cliente. In breve tempo, i rapporti personali vengono minacciati mentre l'integrità dell'intero processo viene messa in discussione. A difesa del suo cliente, Emily Ryan utilizza lo status della licenza legale del viceprocuratore esecutivo Cutter per dire che il suo cliente, tra gli altri, merita nuovi processi; Cutter cerca di trovare un modo per evitare che si verifichi un errore giudiziario e che l'imputato non venga assolto per il suo brutale crimine d'odio.
- Guest star: Amy Madigan (Emily Ryan), Anna Chlumsky (Lisa Klein).
- Ascolti Italia: telespettatori 1 266 000 – share 5,82%[7]

## Vittime dell'ambizione
- Titolo originale: Four Cops Shot
- Diretto da: Jim McKay
- Scritto da: Ed Zuckerman, Luke Schelhaas e Matthew McGough

### Trama
La dottoressa Valerie Knight dice alla tenente Anita Van Buren che è uscita bene dalle radiazioni e che i suoi livelli di emoglobina sono aumentati. Inoltre, le fissa un appuntamento tra tre mesi per vedere se nel frattempo il tumore si ridurrà. Intanto, i detective Lupo e Bernard vengono chiamati su una scena del crimine in cui quattro agenti di polizia sono stati uccisi, a colpi di arma da fuoco, in una pizzeria locale. Nonostante la stanza sia piena di testimoni, ottengono solo una piccola descrizione del colpevole. Il caso diventa ancora più confuso quando scoprono che gli agenti di polizia potrebbero conoscere l'assassino. Le indagini li portano rapidamente a un cartello della droga, a un marito geloso e a un giudice pentito, tutti collegati tra loro. Le tensioni aumentano da entrambe le unità omicidi, dall'ufficio del procuratore distrettuale e persino dal procuratore degli Stati Uniti.
- Guest star: Deirdre O'Connell (Dottoressa Valerie Knight).
- Ascolti Italia: telespettatori 1 388 000 – share 6,51%[7]

## Legami affettivi
- Titolo originale: Brazil
- Diretto da: Jean de Segonzac
- Scritto da: René Balcer (soggetto) e Keith Eisner (soggetto e sceneggiatura)

### Trama
Quando uno scienziato ambientale, il dottor Oscar Silva, viene avvelenato durante un simposio sul riscaldamento globale, i detective Bernard e Lupo inizialmente sospettano di rivali nel campo di studio del dottor Silva. Si scopre presto che il dottor Silva è coinvolto in una complicata battaglia legale per la custodia con l'ex marito di sua moglie, Phillip Shoemaker, e il fulcro dell'indagine si sposta rapidamente sulla famiglia della vittima. Nel frattempo, il caso diventa personale per il viceprocuratore distrettuale Cutter poiché risveglia ricordi spiacevoli del suo passato.
- Guest star: Elliot Villar (dottor Oscar Silva), Tammy Blanchard (Dana Silva), Tony Hale (Phillip Shoemaker).
- Ascolti Italia: telespettatori 1 146 000 – share 6,17%[7]

## Bella di nuovo
- Titolo originale: Crashers
- Diretto da: Darnell Martin
- Scritto da: Richard Sweren, Christopher Ambrose e Julie Martin

### Trama
Quando il corpo della giovane modella Brenna Lane viene trovato bruciato in un vicolo, i detective Lupo e Bernard cercano il suo assassino. Senza testimoni, gli investigatori devono ripercorrere gli ultimi passi della vittima per avere informazioni sui suoi ultimi giorni prima della sua morte. Scoprono rapidamente che poco prima della sua morte, Brenna ha interrotto un evento politico di alto livello, ospitato dal senatore Peterson e da sua moglie Camille. Man mano che i segreti si svelano, Lupo e Bernard si rendono conto che devono districare un'intricata rete di bugie per ottenere la verità sull'omicidio di Brenna Lane.
- Guest star: Sabina Gadecki (Brenna Lane), Tony Roberts (senatore Bryce Peterson), Kathy Baker (Camille Peterson).
- Ascolti Italia: telespettatori 1 248 000 – share 6,36%[8]

## Fine programmata
- Titolo originale: The Taxman Cometh
- Diretto da: Fred Berner
- Scritto da: William N. Fordes (soggetto e sceneggiatura) e Ed Zuckerman (soggetto)

### Trama
Lupo e Bernard sono chiamati a indagare sulla morte di una giovane ereditiera, Annie Douglas, morta per un'apparente overdose di droga. Gli investigatori iniziano a sospettare di suo cugino, Randy Colwyn, la cui eredità è stata aumentata a causa della morte di Annie. Mentre le indagini continuano, gli avidi parenti di Annie rivelano un'altra recente perdita nel gruppo. Il caso diventa più di una questione di famiglia poiché una clinica oncologica sperimentale, adozioni fraudolente e bambini non ancora nati sono coinvolti nel caso.
- Guest star: Morgan Lynch (Annie Douglas), Daniel Abeles (Randy Colwyn).
- Ascolti Italia: telespettatori 1 087 000 – share 5,51%[8]

## Il sangue dei Turner
- Titolo originale: Immortal
- Diretto da: Jim McKay
- Scritto da: Richard Sweren e Julie Martin

### Trama
Quando Jerome Turner muore per accoltellamento all'arrivo in ospedale, Lupo e Bernard vengono chiamati per indagare sul suo omicidio. Presto scoprono che, all'insaputa di tutti, Turner conduceva una doppia vita. Le tensioni familiari aumentano quando gli investigatori iniziano a svelare i segreti di una famiglia sfruttata (simile al caso di Henrietta Lacks). Alla ricerca della verità, il viceprocuratore esecutivo Cutter oltrepassa il limite con il tenente Van Buren durante il processo.
- Guest star: Terence Archie (Jerome Turner).
- Ascolti Italia: telespettatori 1 055 000 – share 6,18%[8]

## Manette rosa
- Titolo originale: Love Eternal
- Diretto da: William Klayer
- Scritto da: Ed Zuckerman

### Trama
Quando una troupe televisiva di uno spettacolo di moda va alla ricerca di una vittima della moda, Marielle Di Napoli, trova invece una vittima di omicidio. Mentre i detective Lupo e Bernard indagano su questo insolito crimine, iniziano a sospettare della moglie della vittima, che ha un passato violento e peculiare. Il caso si complica ulteriormente quando gli investigatori scoprono la verità dietro la situazione finanziaria della vittima: apprendono che la vittima potrebbe essersi tirata indietro da una cospirazione con altri mariti per nascondere i beni alle loro mogli fino al divorzio.
- Guest star: Anna Gunn (Marielle Di Napoli).
- Ascolti Italia: telespettatori 1 049 000 – share 5,24%[9]

## Conto alla rovescia
- Titolo originale: Rubber Room
- Diretto da: René Balcer
- Scritto da: René Balcer

### Trama
Un sito web che ospita immagini esplicite di ragazze minorenni porta gli investigatori a scoprire un blogger anonimo che minaccia un attentato e una sparatoria in una scuola non identificata. Gli investigatori sospettano che il blogger sia uno studente e indagano sugli insegnanti contro i quali il blogger ha espresso lamentele, mentre affrontava la resistenza del Consiglio di Amministrazione della Pubblica Istruzione della città di New York (NYCDOE) e del sindacato degli insegnanti. L'indagine porta la squadra alla "stanza di gomma", un centro di riassegnazione temporanea dove gli insegnanti accusati di cattiva condotta devono fare rapporto fino a quando i loro casi non saranno risolti. Notando che gli insegnanti presi di mira nel blog non condividevano alcun studente, gli investigatori si rendono conto che il blogger è un insegnante che riporta le storie che gli sono state raccontate mentre era tenuto nella stanza di gomma. Riconoscono inoltre che l'attacco pianificato alla scuola è inteso come ritorsione contro il NYCDOE.
Il team trova un'insegnante menzionata nel blog, Maura Scott, che non è stata mandata nella stanza della gomma, e deduce che fosse una collega del blogger. Scott identifica il blogger come Rick Benson, falsamente accusato di aver molestato uno studente. Conoscendo ora il blogger e la scuola che intende attaccare, Lupo e Bernard si precipitano a fermarlo. Arrivano a scuola proprio mentre Benson ha iniziato la sparatoria, ma prima che qualcuno venga ucciso. Trovando l'assassino nella biblioteca della scuola, Lupo riesce a distrarre Benson abbastanza a lungo da permettere a Bernard di trattenerlo e arrestarlo.
In una sottotrama incentrata sul cancro cervicale di Van Buren, Lupo e Bernard organizzano una festa per aiutarla a pagare le sue spese mediche, nonostante il suo desiderio di evitare che i suoi problemi personali diventino pubblici. Tuttavia, Van Buren partecipa alla festa e rivela che lei e Frank Gibson si sono fidanzati. Durante la festa, Van Buren riceve una telefonata dal suo medico e reagisce positivamente, lasciando intendere di aver ricevuto buone notizie sulla sua malattia.
- Guest star: Deirdre O'Connell (Dottoressa Valerie Knight), J.K. Simmons (Dottor Emil Skoda), Ernie Hudson (Frank Gibson).
- Ascolti Italia: telespettatori 1 194 000 – share 6,22%[9]